# امبوهیمیتسینجو
امبوهیمیتسینجو (به لاتین: Ambohimitsinjo) یک سکونتگاه مسکونی در ماداگاسکار است که در ساوا (ماداگاسکار) واقع شده‌است.

## خصوصیات
امبوهیمیتسینجو ۵٬۰۰۰ نفر جمعیت دارد و ۱۷۳ متر بالاتر از سطح دریا واقع شده‌است.